# Peter Christen Asbjørnsen
Peter Christen Asbjørnsen (Christiania, 15 de gener 1812 - Christiania, 5 gener 1885), va ser un escriptor noruec, folklorista, cap forestal i científic. Amb Jørgen Moe, amic de joventut, va fer una recopilació de llegendes i contes populars noruecs, del folklore oral que s'havia perpetuat en les valls noruegues occidental i les muntanyes centrals, sota el nom de Norske Folkeeventyr.
Va néixer a Christiania (Oslo) descendent d'una família originària d'Otta. Estudiant de la Universitat d'Oslo el 1833, l'any anterior havia començat per recollir i escriure contes de fades i llegendes. Asbjørnsen va conèixer a Moe als catorze anys, mentre eren ambdós a l'institut a Norderhov i van establir una amistat de per vida. El 1834 Asbjørnsen va descobrir que Moe havia començat a buscar relíquies del folklore nacional també pel seu comte; els amics van comparar els seus resultats i van decidir treballar junts en la tasca.
Asbjørnsen es va formar com a zoòleg i botànic i, amb l'ajut de la Universitat d'Oslo, va fer una sèrie de viatges d'investigacions marines al llarg de les costes de Noruega, particularment al fiord de Hardanger on va treballar amb dos dels biòlegs marins més coneguts del seu temps, Michael Sars i el seu fill Georg Ossian Sars. Moe, mentrestant, havia deixat la Universitat d'Oslo el 1839, havia estudiat teologia i feia de tutor a Christiania; per les vacances viatjava a través de les muntanyes més remotes, recollint relats orals.
El 1842-1843 va ser publicada la primera edició de recull de relats conjunts sota el títol de Norske Folkeeventyr, que van ser immediatament distribuïts per tot Europa com la contribució més valuosa a la mitologia comparativa així com a la literatura noruega. Un segon volum va ser publicat el 1844 i una nova col·lecció el 1871. El 1845 Asbjørnsen també va publicar individualment una col·lecció de contes de fades, Huldre-Eventyr og Folkesagn.
El 1856 Asbjørnsen s'hi dedicà a la problemàtica de la desforestació de Noruega; va ser nomenat cap forestal pel govern, va examinar a diversos països del nord d'Europa els mètodes que utilitzaven davant la problemàtica i destacà en les avaluacions fetes en aquesta matèria. El 1876 es va retirar amb una pensió i el 1879 va vendre la seva col·lecció d'espècimens zoològics al Natural History Museum d'Irlanda.